# 5024 Bechmann
5024 Bechmann este un asteroid din centura principală de asteroizi.

## Descriere
5024 Bechmann este un asteroid din centura principală de asteroizi. A fost descoperit pe 14 noiembrie 1985 la Brorfelde de Poul Jensen. El prezintă o orbită caracterizată de o semiaxă mare de 3,22 ua, o excentricitate de 0,05 și o înclinație de 14,6° în raport cu ecliptica.